# Младен Запрянов
Младен Тодоров Запрянов е български политик от „Продължаваме промяната“. Народен представител в XLVII народно събрание.

## Биография
Младен Запрянов е роден на 8 ноември 1972 г. в град Хасково, Народна република България. Завършва Езиковата гимназия в родния си град. Завършва международни икономически отношения в УНСС и бизнес администрация в Университета в Нант, Франция.
На парламентарните избори през ноември 2021 г. като кандидат за народен представител е 4-ти в листата на „Продължаваме промяната“ за 29 МИР Хасково, но не е избран. На 15 декември 2021 г. става народен представител на мястото на Атанас Атанасов, който става министър на културата.